# The Day of Wrath
The Day of Wrath è l'album di debutto dei Bulldozer, pubblicato nel 1985 dalla Roadrunner Records.

## Tracce
1. The Exorcism – 2:49 – (strumentale)
2. Cut-Throat – 3:54
3. Insurrection of the Living Damned – 5:43
4. Fallen Angel – 3:56
5. The Great Deceiver – 4:31
6. Mad Man – 4:41
7. Whisky Time – 4:15
8. Welcome Death – 6:08
9. Endless Funeral – 5:41 – (strumentale)

Traccia bonus ristampa Metal Mind Productions (2007)
1. Fallen Angel – 3:45 – (versione dall'omonimo singolo)